# S/KEY
S/KEY – protokół uwierzytelniania wykorzystujący hasła jednorazowe oraz funkcje jednokierunkowe zaproponowany przez Lesliego Lamporta w 1981.

## Zasada działania
Osoba chcąca skorzystać z tego systemu uwierzytelniania wybiera (bądź) generuje pewną liczbę pseudolosową R i wprowadza ją do systemu. Dzięki tej liczbie system jest w stanie wygenerować pewien ciąg wartości stosując funkcję jednokierunkową: f(R), f(f(R)),... – lista wygenerowanych wartości (z wyjątkiem ostatniej, która zostaje zapamiętana jako wartość referencyjna) jest drukowana w odwrotnej kolejności i od tego momentu może służyć uwierzytelnianiu użytkownika w systemie. Przy pierwszym logowaniu do systemu użytkownik, aby się uwierzytelnić w systemie, wykorzystuje pierwszą wartość z wydrukowanej listy (jednocześnie jest to przedostatnia wygenerowana wartość przez system) do uwierzytelnienia. System oblicza wartość funkcji z podaną przez użytkownika liczbą jako argumentem i porównuje ją z zachowaną w systemie wartością referencyjną. Jeżeli są identyczne, uwierzytelnienie jest dokonane, użytkownik, że swojego zbioru wykreśla użytą wartość, a system zapamiętuje ją jako wartość referencyjną.